# Contea di Maizhokunggar
Maizhokunggar (墨竹工卡县S; Mòzhúgōngkǎ XiànP) è una contea cinese della prefettura di Lhasa nella Regione Autonoma del Tibet.
Il capoluogo è la città di Gongkar. Nel 1999 la contea contava 40.512 abitanti per una superficie totale di 5492 km². La contea è particolarmente nota per le sue ceramiche, in particolare la città di Kunggar. Maizhokunggar significa "il luogo dove il re Medro ha vissuto" nella lingua tibetana. Ci sono 34 templi nella contea e molte sorgenti d'acqua calda.

## Geografia fisica

### Territorio
La contea si trova nella valle del fiume Yarlung Tsangpo. L'altitudine media della regione supera i 4000 metri. 
La fauna è rappresentata da cervi, orsi, capre selvatiche, gru dal collo nero.

### Clima
Maizhokunggar gode di un clima monsonico tipico degli altopiani semiaridi della zona con medie annue di 2813.5 ore di sole e 515,9 millimetri di precipitazioni. Sono comuni frane, siccità, tempeste di neve.

## Geografia antropica

### Centri abitati
- Gongga 工卡镇
- Jiama 甲玛乡
- Tangjia 唐加乡
- Zhaxigang 扎西岗乡
- Nimajiangre 尼玛江热乡
- Zhaxue 扎雪乡
- Riduo 日多乡
- Menba 门巴乡

## Economia
Maizhokunggar è una contea agricola e le colture producono principalmente orzo, frumento invernale, frumento primaverile, piselli, patate.  
Le risorse minerarie principali sono oro, argento, rame, piombo, zinco e marmi.
Il prodotto interno lordo della contea nel 2004 ha raggiunto i 307 milioni di yuan, con un aumento del 25,82% rispetto all'anno precedente.

## Infrastrutture e trasporti
Ci sono oltre 70 strade nella contea. La lunghezza totale delle strade è di circa 650 km.